# Jozef van Poppel
Jozef Frans Leon Van Poppel (Antwerpen, 20 maart 1912 – Brugge, 11 oktober 1948) was een Belgisch violist, dirigent en muziekpedagoog.
Zijn opleiding verkreeg hij aan het Koninklijk Vlaams Conservatorium in zijn geboortestad. Hij kreeg les van Edmond de Herdt (viool) en Albert Van de Vijver (kamermuziek). Hij verkreeg vervolgens een beurs van het Koningin Elisabethfonds om te gaan studeren aan de École Normale de Musique de Paris in Parijs en wel bij George Enescu, Jacques Thibaud, Maurice Hayot en Nadia Boulanger.
In 1937 stichtte hij het muziekinstituut in Deurne dat na zijn dood een tijd zijn naam droeg (in 2021 Academie Deurne), maar werd tevens docent viool aan het conservatorium van Antwerpen. Voor de muziek stichtte hij in 1942 het Antwerps Bach Gezelschap en in 1947 het Kwartet Van Poppel (strijkkwartet), dat maar kort mocht bestaan. Hij stond bekend als vioolvirtuoos.
Hij werd begraven op het Ruggeveld op Schoonselhof, waar een grafmonument staat. Deurne kent een Jozef Van Poppelstraat. In 2012 werd er een concert ter ere van hem gegeven (100e geboortedag). Vrienden van de muziekacademie gaven in 2013 uit: Jozef Van Poppel, 1912-1948 : violist-pedagoog, stichter Academie voor Muziek en Woord Deurne.